# Garden 〜Summer Edit〜
「Garden 〜Summer Edit〜」（ガーデン サマー・エディット）は、FLOWのメジャー8枚目、通算12枚目のシングル。

## 概要
前作「DAYS」から2ヶ月ぶりのリリースで、アルバム『Golden Coast』収録曲の「Garden」をシングルバージョンでリカット。FLOWの楽曲でシングルリカットは初となった。
ジャケットは、『The World of GOLDEN EGGS』のクリエイターが手がけ、初回特典として、FLOW×The World of GOLDEN EGGSのコラボレーションステッカーが封入されている。
メジャー・デビュー後のシングルでは最低順位となっており、セールス面では2012年の「ロッククライマーズ」に次ぐ売上ワースト2位。
キャッチコピー『Peace & One Love!!! 2nd Album「Golden Coast」の中でも、最も「2005年FLOWの夏」を象徴するランドマーク・シングル!』

## 収録曲
全作詞：KOHSHI ASAKAWA　作曲：TAKESHI ASAKAWA
1. Garden 〜Summer Edit〜 (3:46)
  - 編曲：FLOW&Seiji Kameda

フジテレビ系『ウチくる!?』エンディングテーマ
アルバム版とは異なり、前奏が異なる。
2. Since... (4:10)
  - 編曲：FLOW

日本テレビ系『MAX』エンディングテーマ
3. Garden 〜Vocalless Mix〜 (3:47)

## 収録アルバム
- Golden Coast（#1）- アルバムバージョンで収録。
- FLOW THE BEST（#1）